# Кенийско-малавийские отношения
Кенийско-малавийские отношения — двусторонние дипломатические отношения между Кенией и Малави. Государства являются членами Организации Объединённых Наций, Африканского союза, Содружества наций, Международного валютного фонда (МВФ) и Всемирного банка (ВБ).

## История
Государства поддерживают дипломатические отношения с 1964 года. Президент Кении Мваи Кибаки посетил Малави в 2013 году, где провёл переговоры с президентом Джойс Банда. Стороны согласились углубить торговые и дипломатические связи, а также содействовать миру и безопасности в Африке.

## Сотрудничество в целях развития
В 1999 году вступило в силу соглашение об экономическом и техническом сотрудничестве. Была создана Совместная комиссия, которая действует до сих пор. В 2002 году государства учредили Совместную постоянную комиссию сотрудничества.
В 2015 году во время наводнения в Малави Кения предоставила 91 миллион шиллингов (1 миллион долларов США) этой стране.

## Экономические отношения
Товарооборот между странами растёт с момента создания Общего рынка Восточной и Южной Африки. Экспорт Кении в Малави: пищевые масла, маргарины, моющие средства, разрыхлитель, кухонную и столовую посуду, специи, одеяла, косметические товары, туалетные принадлежности, ирригационные насосы, шины, а также текстиль и изделия ручной работы. Экспорт Малави в Кению: семена кукурузы, электрические проводники, табак и драгоценные камни. Значительное количество кенийских фирм работают в Малави в секторах транспорта, производства, сельского хозяйства, гостиничного бизнеса, пищевой промышленности и информационных технологий.

### Транспорт
Kenya Airways выполняет регулярные рейсы в Малави и планирует заключить коммерческое соглашение с Air Malawi для реализации маршрута Лилонгве-Лусака и полётов в соседние страны.

## Дипломатические представительства
В 2013 году Малави вновь открыла Высокую комиссию в Найроби, которая ранее была закрыта в 2005 году. Кения не имеет Высокой комиссии в Малави. Интересы Кении в этой стране представлены через Высокую комиссию в Замбии.